# Sarah Thompson

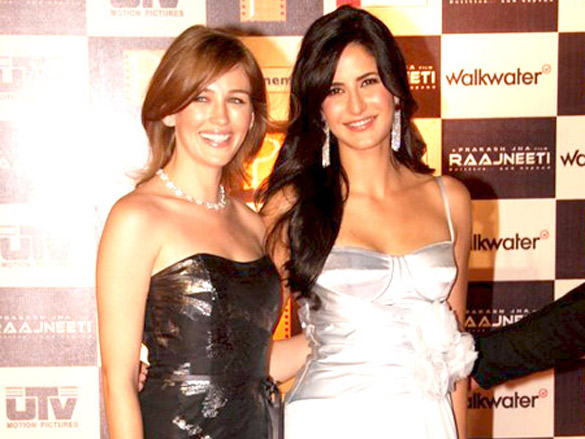
Sarah Thompson (links) mit Katrina Kaif bei der Premiere von Raajneeti, 2010

Sarah Thompson (* 25. Oktober 1979 in Los Angeles) ist eine US-amerikanische Filmschauspielerin. Bekannt ist sie unter anderem durch ihre Rollen als Eve in der letzten Staffel der Serie Angel – Jäger der Finsternis und als Danielle Sherman in Eiskalte Engel 2. Außerdem war sie in mehreren Folgen von Boston Public zu sehen und ab 2005 fester Bestandteil des Eine himmlische Familie-Ensembles.

## Filmografie (Auswahl)
- 1997: Der Eissturm (The Ice Storm) als Beth
- 1999: A Wake In Providence als Erica
- 1999: As the World Turns als junge Deena Silva
- 2000: Eiskalte Engel 2 (Cruel Intentions 2) als Danielle Sherman
- 2000–2002: Boston Public als Dana Poole
- 2003: Malibu's Most Wanted als Krista the Barista
- 2003–2004: Angel – Jäger der Finsternis (Angel) als Eve
- 2004: L.A. Twister als Cindy
- 2005: Eine himmlische Familie (7th Heaven) als Rose
- 2007: The Pink Conspiracy
- 2008: Babysitter Wanted als 'Angie
- 2008: Broken Windows
- 2008: Break'
- 2008: A Christmas Proposal (Fernsehfilm)
- 2009: Taking Chance
- 2010: Raajneeti
- 2010: A Nanny for Christmas (Fernsehfilm)
- 2011: 12 Wishes of Christmas (Fernsehfilm)

### Gastauftritte
- 1997: Ein Pastor startet durch (Soul Man) als Bobbi, Folgen 2.3 und 2.5
- 1999: Die Sopranos (The Sopranos) als Lucienda, Folge 1.5
- 1999: Strangers with Candy als beliebtes Mädchen #1, Folge 1.1
- 2000: Freaky Links als Delaney Park, Folge 1.2
- 2000: Madigan Men als Daria, Folge 1.1
- 2001: Going to California als Christina, Folge 1.5
- 2002: Ein Hauch von Himmel (Touched by an Angel) als Kristie, Folge 9.3
- 2003: Lady Cops – Knallhart weiblich (The Division) als Madeleine Bainbridge, Folge 3.18
- 2003–2004: Line of Fire als Bambi, Folgen 1.1 bis 1.3 und 1.9
- 2007: Without a Trace – Spurlos verschwunden als Lilly Dolan, Folge 5.21